# Folguerúa (Cangas del Narcea)
Folguerúa (oficialmente en asturiano: Folgueirúa) es una aldea española de la parroquia de Cibuyo, perteneciente al concejo de Cangas del Narcea, en Asturias.

## Historia
Hacia mediados del siglo XIX, el lugar era referido ya como perteneciente a la parroquia de Cibuyo del municipio de Cangas de Tineo.
En 2024, la entidad singular de población de Folguerúa, encuadrada dentro de la entidad colectiva de Cibuyo, tenía empadronados 12 habitantes, todos ellos en el núcleo de población de ese nombre.